# Campeonato Carioca de Futebol de 1988
O Campeonato Carioca de Futebol de 1988, também chamado de Copa Rio 88, foi a 91.ª edição da principal divisão do futebol no Rio de Janeiro. Foi vencido pelo Vasco da Gama, tendo como vice-campeão o Flamengo.
O personagem que se tornou folclórico neste campeonato foi o lateral-direito vascaíno Cocada. Durante a final do campeonato, onde o empate dava o título ao time de São Januário, Cocada (irmão do atacante Müller) entrou em campo aos 42 minutos do segundo tempo, quando estava 0x0. No minuto seguinte marcou o gol do título e ao comemorar o gol tirou a camisa, sendo expulso logo depois. 
A média de público foi de 6.931 torcedores pagantes por jogo.
Após esta final, o Vasco voltaria a vencer o Flamengo em uma decisão pela Copa Rio de 1993, estando em tabu em finais contra seu rival desde então (desconsiderando jogos decisivos de turnos).

## Classificação

### 1º Turno (Taça Guanabara)
O vencedor do 1º turno está classificado para o 3º Turno e para a Fase Final.
| Classificação | Classificação  | Classificação | Classificação | Classificação | Classificação | Classificação | Classificação | Classificação | Classificação |
| Pos           | Time           | PG            | J             | V             | E             | D             | GP            | GS            | SG            |
| ------------- | -------------- | ------------- | ------------- | ------------- | ------------- | ------------- | ------------- | ------------- | ------------- |
| 1             | Flamengo       | 18            | 11            | 8             | 2             | 1             | 19            | 5             | +14           |
| 2             | Vasco da Gama  | 17            | 11            | 8             | 1             | 2             | 23            | 10            | +13           |
| 3             | Fluminense     | 16            | 11            | 6             | 4             | 1             | 15            | 7             | +8            |
| 4             | Americano      | 15            | 11            | 5             | 5             | 1             | 12            | 8             | +4            |
| 5             | Bangu          | 12            | 11            | 3             | 6             | 2             | 11            | 8             | +3            |
| 6             | Botafogo       | 11            | 11            | 3             | 5             | 3             | 14            | 12            | +2            |
| 7             | Goytacaz       | 9             | 11            | 3             | 3             | 5             | 6             | 7             | -1            |
| 8             | America        | 8             | 11            | 2             | 4             | 5             | 9             | 13            | -4            |
| 9             | Porto Alegre   | 8             | 11            | 2             | 4             | 5             | 7             | 14            | -7            |
| 10            | AA Cabofriense | 7             | 11            | 2             | 3             | 6             | 8             | 18            | -10           |
| 11            | Friburguense   | 6             | 11            | 1             | 4             | 6             | 5             | 16            | -11           |
| 12            | Volta Redonda  | 5             | 11            | 1             | 3             | 7             | 3             | 14            | -11           |

### 2º Turno (Taça Rio)
O vencedor do 2º turno está classificado para o 3º Turno e para a Fase Final.
| Classificação | Classificação  | Classificação | Classificação | Classificação | Classificação | Classificação | Classificação | Classificação | Classificação |
| Pos           | Time           | PG            | J             | V             | E             | D             | GP            | GS            | SG            |
| ------------- | -------------- | ------------- | ------------- | ------------- | ------------- | ------------- | ------------- | ------------- | ------------- |
| 1             | Vasco da Gama  | 19            | 11            | 9             | 1             | 1             | 16            | 3             | +13           |
| 2             | Fluminense     | 17            | 11            | 7             | 3             | 1             | 23            | 6             | +17           |
| 3             | Flamengo       | 16            | 11            | 6             | 4             | 1             | 18            | 3             | +15           |
| 4             | Botafogo       | 14            | 11            | 5             | 4             | 2             | 17            | 12            | +5            |
| 5             | Volta Redonda  | 12            | 11            | 3             | 6             | 2             | 9             | 10            | -1            |
| 6             | Americano      | 11            | 11            | 3             | 5             | 3             | 7             | 10            | -3            |
| 7             | AA Cabofriense | 10            | 11            | 3             | 4             | 4             | 8             | 15            | -7            |
| 8             | Porto Alegre   | 9             | 11            | 3             | 3             | 5             | 13            | 15            | -2            |
| 9             | Bangu          | 9             | 11            | 3             | 3             | 5             | 9             | 11            | -2            |
| 10            | America        | 7             | 11            | 2             | 3             | 6             | 9             | 18            | -9            |
| 11            | Goytacaz       | 5             | 11            | 2             | 1             | 8             | 11            | 21            | -10           |
| 12            | Friburguense   | 3             | 11            | 0             | 3             | 8             | 5             | 21            | -16           |

### Classificação acumulada dos dois turnos
Além dos vencedores dos dois primeiros turnos, os dois melhores colocados na soma de pontos dos turnos estão classificados para o 3º Turno.
| Classificação | Classificação  | Classificação | Classificação | Classificação | Classificação | Classificação | Classificação | Classificação | Classificação |
| Pos           | Time           | PG            | J             | V             | E             | D             | GP            | GS            | SG            |
| ------------- | -------------- | ------------- | ------------- | ------------- | ------------- | ------------- | ------------- | ------------- | ------------- |
| 1             | Vasco da Gama  | 36            | 22            | 17            | 2             | 3             | 39            | 13            | +26           |
| 2             | Flamengo       | 34            | 22            | 14            | 6             | 2             | 37            | 8             | +29           |
| 3             | Fluminense     | 33            | 22            | 13            | 7             | 2             | 38            | 13            | +25           |
| 4             | Americano      | 26            | 22            | 8             | 10            | 4             | 19            | 18            | +1            |
| 5             | Botafogo       | 25            | 22            | 8             | 9             | 5             | 31            | 24            | +7            |
| 6             | Bangu          | 21            | 22            | 6             | 9             | 7             | 20            | 19            | +1            |
| 7             | Porto Alegre   | 17            | 22            | 5             | 7             | 10            | 20            | 29            | -9            |
| 8             | AA Cabofriense | 17            | 22            | 5             | 7             | 10            | 16            | 33            | -17           |
| 9             | Volta Redonda  | 17            | 22            | 4             | 9             | 9             | 12            | 24            | -12           |
| 10            | America        | 15            | 22            | 4             | 7             | 11            | 18            | 31            | -13           |
| 11            | Goytacaz       | 14            | 22            | 5             | 4             | 13            | 17            | 28            | -11           |
| 12            | Friburguense   | 9             | 22            | 1             | 7             | 14            | 10            | 37            | -27           |

### 3º Turno (Taça Jerônimo Bastos)
O vencedor do 3º turno está classificado para a Fase Final. O Vasco da Gama, que já havia vencido o 2º Turno, venceu também o 3º Turno, indo à final com 1 ponto de bonificação.
Caso nenhum time tivesse vencido dois turnos, seria disputado um triangular final, sem pontos de bonificação, como ocorrido no ano anterior.
| Classificação | Classificação | Classificação | Classificação | Classificação | Classificação | Classificação | Classificação | Classificação | Classificação |
| Pos           | Time          | PG            | J             | V             | E             | D             | GP            | GS            | SG            |
| ------------- | ------------- | ------------- | ------------- | ------------- | ------------- | ------------- | ------------- | ------------- | ------------- |
| 1             | Vasco da Gama | 5             | 3             | 2             | 1             | 0             | 5             | 2             | +3            |
| 2             | Flamengo      | 3             | 3             | 1             | 1             | 1             | 4             | 3             | +1            |
| 3             | Americano     | 2             | 3             | 1             | 0             | 2             | 3             | 6             | -3            |
| 4             | Fluminense    | 2             | 3             | 0             | 2             | 1             | 3             | 4             | -1            |

## Resultados
- Campeão da Taça Guanabara: Flamengo
- Campeão da Taça Rio: Vasco da Gama
- Campeão do 3º turno: Vasco da Gama

## Finais[5]

### 1º jogo
| 19 de junho de 1988 | Flamengo  | 1x2 | Vasco da Gama              | Estádio Jornalista Mário Filho                    |
|                     | 9' Bebeto |     | 50' Bismarck · 61' Romário | Público: 24,790 Árbitro: Aloísio de Oliveira Viug |

O Vasco iniciou a Final com 1 ponto de bonificação, por ter sido campeão de dois dos três turnos. Quem somasse 4 pontos primeiro, era o campeão. Tendo vencido o 1º jogo, o Vasco somou 2 pontos ao que já tinha, formando 3 pontos. No 2º jogo, um empate garantiria o título ao Vasco; se o Flamengo vencesse, forçaria um 3º jogo, no qual novamente o Vasco teria a vantagem do empate. O Vasco venceu a 2ª partida com um gol do lateral-direito Cocada, ex-jogador do Flamengo, nos minutos finais, sagrando-se campeão. Em pontos, na final o Vasco venceu por 5 a 0 (duas vitórias + ponto de bonificação).
Na prática, o Flamengo precisava ganhar dois jogos seguidos para ser campeão sem um terceiro confronto. Ao Vasco, por sua vez, era preciso ao menos um empate e uma vitória. 
Em caso de dois empates ou uma vitória para cada lado, o Vasco teria a vantagem do empate no terceiro jogo. Em caso de um empate e uma vitória ao seu favor, o Flamengo teria a vantagem no novo confronto.

### 2º jogo
| 22 de junho de 1988 | Vasco da Gama | 1x0 | Flamengo | Estádio Jornalista Mário Filho                    |
|                     | 87' Cocada    |     |          | Público: 31,816 Árbitro: Aloísio de Oliveira Viug |

Cartões vermelhos: Cocada, Romário, Renato Gaúcho, Paulo César Gusmão (que era goleiro reserva do Vasco) e Alcindo.
Vasco – Acácio; Paulo Roberto, Zé do Carmo, Fernando, Mazinho; Donato, Geovane, Henrique; Vivinho (Cocada), Romário e Bismarck. 
Técnico: Sebastião Lazaroni.
Flamengo – Zé Carlos; Jorginho, Aldair, Edinho, Leonardo; Andrade, Aílton (Júlio César Barbosa), Alcindo; Renato Gaúcho, Bebeto e Zinho. 
Técnico: Carlinhos.

### Detalhes da decisão
- O jogador vascaíno Cocada substituiu Vivinho aos 41 minutos do 2º tempo, marcou o gol da vitória aos 44 e foi expulso aos 45 por comemorar o gol tirando sua camisa.
- Após o gol vascaíno, Renato Gaúcho iniciou uma briga com Romário e ambos foram expulsos, junto com outros jogadores que também participaram das agressões.